# Contea di Merrimack
La contea di Merrimack, in inglese Merrimack County, è una contea dello Stato del New Hampshire, negli Stati Uniti d'America. La popolazione al censimento del 2000 era di 136 225 abitanti, 149 071 secondo una stima del 2009. Il capoluogo di contea è Concord, anche capitale dello Stato.

## Geografia fisica
La contea si trova nella parte centro-meridionale del New Hampshire. L'U.S. Census Bureau certifica che l'estensione della contea è di 2476 km², di cui 57 km² coperti da acque interne.
Il territorio è prevalentemente collinare, diviso a metà da nord a sud dal fiume Merrimack, e diventa più montagnoso a ovest. Il capoluogo è Concord e altre città importanti sono Hooksett, Pembroke, Hopkinton e Allenstown.

## Storia
La contea fu creata nel 1823 con zone delle contee di Hillsborough e Rockingham e deve il suo nome all'omonimo fiume.
Nella contea si trova il memoriale Hannah Duston che commemora lo scontro tra i coloni e i nativi Abenachi a Boscawen nel 1697.

### Contee confinanti
- Contea di Belknap - nord-est
- Contea di Strafford - est
- Contea di Rockingham - sud-est
- Contea di Hillsborough - sud
- Contea di Sullivan - ovest
- Contea di Grafton - nord-ovest

## Comuni
- Allenstown - town
- Andover - town
- Boscawen - town
- Bow - town
- Bradford - town
- Canterbury - town
- Chichester - town
- Concord - city
- Danbury - town
- Dunbarton - town
- Epsom - town
- Franklin - city
- Henniker - town
- Hill - town

- Hooksett - town
- Hopkinton - town
- Loudon - town
- New London - town
- Newbury - town
- Northfield - town
- Pembroke - town
- Pittsfield - town
- Salisbury - town
- Sutton - town
- Warner - town
- Webster - town
- Wilmot - town

### Census-designated place
- Contoocook, nel territorio di Hopkinton
- Penacook, nel territorio di Concord
- South Hooksett, nel territorio di Hooksett
- Suncook, nel territorio di Pembroke
- Tilton-Northfield, nel territorio di Northfield